# Girtesma messala
Girtesma messala  (лат.) — вид чешуекрылых из подсемейства совок-пядениц. Единственный вид в роде Girtesma.

## Описание
Усики в реснитчатых волосках. Щупики коричневые, сплюснутые, их второй членик отогнут вверх, а третий — назад. Щупики едва достигают груди. Голова коричневатая с несколькими темными штрихами. Грудь, основание брюшка и передние крылья бледно-жёлтые, с тускло-коричневыми штрихами. Задняя часть брюшка коричневая, с бледными линиями. Размах крыльев 37 мм. Вершина передних крыльев заострённая.

## Распространение
Вид встречается в Коста-Рике в округе Хуан Виньяс кантона Хименес.